# Dynamite Jones
Série
Dynamite Jones et le Casino d'or
(1975)
Pour plus de détails, voir Fiche technique et Distribution.
Dynamite Jones (Cleopatra Jones) est un film américain réalisé par Jack Starrett, sorti en 1973.

## Synopsis
Cléopâtre « Cleo » Jones (Tamara Dobson) est un agent secret spécial travaillant pour le gouvernement des États-Unis. Elle travaille sous couverture comme  mannequin afro-américaine.
Cleo est une héroïne sous influence « JamesBondienne » crainte et aux multiples talents. Elle possède une Corvette Stingray, année 73, noire et argent. Équipée d'armes automatiques, elle est également experte en arts martiaux.
Mais sous son aspect guerrier et ses attitudes funky, elle se soucie des ravages de la drogue que subit sa communauté et soutient son amant, Reuben Masters, qui dirige B&S House, une maison d’aide aux  toxicomanes.
Le film s'ouvre sur la destruction d'un champ de pavot en Turquie, supervisée par Cléo et appartenant à « Maman » (Shelley Winters), marraine de la drogue locale. Maman, d’âge mûr et lesbienne, emploie une équipe entièrement masculine et une foule de belles jeunes femmes pour ses besoins personnels. Quand elle entend parler de la destruction de son champ, elle décide de se venger et fait appel à un policier corrompu pour mener une descente contre le B&S House.
Quand Cleo retourne à Los Angeles, elle décide de s’occuper du policier responsable de la descente, et de mettre à mal l’organisation de Maman, tout en déjouant les embuches de ses sbires. Cleo et Maman s’affrontent dans une casse automobile. L’héroïne est sauvée de justesse d’une mort atroce (broyée dans une voiture) par ses amis de B&S House, arrivés à la rescousse.
Dans la scène finale, Cleo et Maman se battent au sommet d’une grue à levage magnétique. Maman, malgré sa corpulence, ne fait pas le poids face à Cléo, et finit par faire une chute mortelle.
À la fin du film, Reuben et les membres de la communauté se retrouvent pour fêter leur victoire et Cleo repart pour de nouvelles aventures.

## Fiche technique
- Titre français : Dynamite Jones
- Titre original : Cleopatra Jones
- Réalisation : Jack Starrett
- Scénario : Max Julien & Sheldon Keller
- Musique : J. J. Johnson
- Photographie : David M. Walsh
- Montage : Allan Jacobs
- Production : William Tennant
- Sociétés de production : Warner Bros. & William Tennant Productions
- Société de distribution : Warner Bros.
- Pays de production :  États-Unis
- Langue : Anglais
- Format : Couleur - Mono - 35 mm - 2.35:1
- Genre : Action, Policier
- Durée : 86 min
- Classification :
  - France : interdit aux moins de 12 ans[1]
  - Royaume-Uni : interdit aux moins de 15 ans[2]

## Distribution
- Tamara Dobson (VF : Evelyn Séléna) : Cleopatra 'Cleo' Jones
- Shelley Winters : Maman
- Bernie Casey : Reuben Masters
- Antonio Fargas : Doodlebug Simkins
- Dan Frazer : Le capitaine Lou Crawford
- Stafford Morgan : Le sergent Kert
- Albert Popwell : Matthew Johnson
- Caro Kenyatta : Melvin Johnson
- Bill McKinney : L'officier Purdy
- Teddy Wilson : Pickle
- George Reynolds : Bastos
- Brenda Sykes : Tiffany
- Michael Warren : Arthur 'Andy' Anderson
- Christopher Joy : Serpent
- Paul Koslo : Un membre du gang
- Hedley Mattingly : Maturin
- Jay Montgomery : Jimmy Beeker
- Esther Rolle : Mme Johnson
- Keith Hamilton : Maxwell Woodman

## Suite
- Dynamite Jones et le casino d'or (Cleopatra Jones and the Casino of Gold) réalisé par Charles Bail (en) sorti en 1975

## Bande son originale
Cleopatra  Jones est accompagné d'une bande son originale très rhythm and blues, avec Joe Simon qui interprète le thème du film et Millie Jackson qui chante « Doctor Love » et « It Hurts So Good ». 
On retrouve aussi plusieurs  morceaux instrumentaux,  tels que  « Goin' to the Chase » , « Wrecking yard » et « Go Chase Cleo », qui avec un style oriental, combiné avec le jazz et une guitare basse,  crée une tonalité exotique.
Dans le même temps, le rythme très bluesy fait allusion à la culture jazz, approprié pour un film d'action et s’intégrant dans la culture afro-américaine.
La chanson titre du film souligne le fantasme et le désir érotique qu’ont les hommes pour l’héroïne : « You’re so sweet and strong… / Touch me like the desert wind » – « Tu es si douce et forte ... / Touche-moi comme le vent du désert. » 
Les paroles dépeignent aussi la menace et le frisson que sa beauté exotique suscite: « You take my pride and you throw it up against the wall / You take me in your arms, baby, and bounce me like a rubber ball…/ Dontcha know that it hurts so good » / « Tu prends ma fierté et tu la jettes contre le mur / Prends-moi dans tes bras, bébé, et fais-moi rebondir comme une balle de caoutchouc ... / Tu ne sais pas comme c’est si bon. »
La bande son a été un succès populaire, vendu à plus de 500 000 exemplaires.